# Осерен-Риварет
Осере́н-Риваре́т (фр. Osserain-Rivareyte) — коммуна во Франции, находится в регионе Аквитания. Департамент — Атлантические Пиренеи. Входит в состав кантона Пеи-де-Бидаш, Амикюз и Остибар. Округ коммуны — Байонна.
Код INSEE коммуны — 64435.

## География
Коммуна расположена приблизительно в 660 км к юго-западу от Парижа, в 165 км южнее Бордо, в 50 км к западу от По.
По территории коммуны протекает река Сезон.

### Климат
Климат тёплый океанический. Зима мягкая, средняя температура января — от +5°С до +13°С, температуры ниже −10 °C бывают редко. Снег выпадает около 15 дней в году с ноября по апрель. Максимальная температура летом порядка 20-30 °C, выше 35 °C бывает очень редко. Количество осадков высокое, порядка 1100 мм в год. Характерна безветренная погода, сильные ветры очень редки.

## Население
Население коммуны на 2010 год составляло 234 человека.
| 1962 | 1968 | 1975 | 1982 | 1990 | 1999 | 2010 |
| ---- | ---- | ---- | ---- | ---- | ---- | ---- |
| 283  | 256  | 255  | 260  | 266  | 221  | 234  |

## Администрация
| Период | Период | Фамилия      | Партия | Примечания |
| ------ | ------ | ------------ | ------ | ---------- |
| 1995   | 2014   | Симон Кюрюче |        |            |
| 2014   | 2020   | Арно Фонтен  |        |            |

## Экономика
В 2010 году среди 137 человек трудоспособного возраста (15-64 лет) 113 были экономически активными, 24 — неактивными (показатель активности — 82,5 %, в 1999 году было 76,1 %). Из 113 активных жителей работали 100 человек (48 мужчин и 52 женщины), безработных было 13 (6 мужчин и 7 женщин). Среди 24 неактивных 9 человек были учениками или студентами, 11 — пенсионерами, 4 были неактивными по другим причинам.

## Достопримечательности
- Церковь Св. Марии Магдалины (1857 год)[4]

## Фотогалерея
- Въезд в Осерен-Риварет
- Карта коммуны